# Михайлова, Райна
Райна Михайлова (болг. Райна Георгиева Михайлова; 20 сентября 1915, Русе, Болгария — 7 июля 2008, София, Болгария) — болгарская оперная певица, сопрано, музыкальный педагог. Почётный профессор Нового болгарского университета (с 2000). Народная артистка НРБ. Почётный гражданин города София. Лауреат Димитровской премии.

## Биография
Родилась в бедной рабочей семье.
До 1937 года обучалась пению в Болгарской консерватории под руководством Христины Морфовой и Людмилы Прокоповой.
Впервые вышла на сцену театра оперетты «Одеон» в 1937/1938 годах, где исполнила ряд ролей в произведениях Штрауса, Кальмана и Легара. В декабре 1943 года дебютировала в Софийском театре оперы и балета и выступала почти два десятилетия. В её репертуаре были роли, в основном, классических произведений итальянских, французских и русских авторов. 
Одна из первых «Народных артисток Болгарии». 
Много лет преподавала в Болгарской консерватории. Профессор вокала. С 1992 года — в Новом болгарском университете, где была одним из основателей факультета музыки и исполнительских искусств (сегодня — кафедра музыки). За многолетнюю творческую и педагогическую деятельность в 2000 году стала почётным профессором Нового болгарского университета.
Её сыном был известный чешско-болгарский композитор Ангело Михайлов.
Похоронена на Центральном кладбище Софии.

## Избранные оперные партии
- Маженка («Проданная невеста» Б. Сметаны),
- Мими («Богема» Пуччини),
- Виолетта («Травиата» Джузеппе Верди,
- Неда («Паяцы» Леонкавалло),
- Графиня («Свадьба Фигаро» Моцарта),
- Памина «Волшебная флейта» Моцарта),
- Микаэла («Кармен» Жоржа Бизе),
- Оксана («Черевички» П. И. Чайковского),
- Антонида («Иван Сусанин» М. И. Глинки,
- Марфа («Царская невеста» Н. А. Римского-Корсакова и другие.

## Награды
- Орден «Кирилл и Мефодий»
- медаль Всемирного совета мира
- Димитровская премия
- Народная артистка Болгарии
- Почётный гражданин города София.